# Tuc de Sendrosa
El Tuc de Sendrosa es una montaña de los Pirineos de 2492 metros, situada en la comarca del Valle de Arán (provincia de Lérida).

## Descripción
El Tuc de Sendrosa está situado en el municipio del Alto Arán, en la Sèrra de Sendrosa entre los Valles del río Ruda y del río Aiguamòg. 